# 樱井孝雄
樱井孝雄（日语：／ Sakurai Takao，1941年9月25日—2012年1月10日），日本男子拳击运动员。他曾代表日本参加1964年夏季奥林匹克运动会拳击比赛，获得男子雏量级金牌。他于2012年去世，享年70岁。